# فابيانا غوميز
فابيانا غوميز (8 ديسمبر 1986 في الأوروغواي - ) (بالإسبانية: Fabiana Gómez)‏ هي لاعبة كرة طائرة الأوروغواي.

## وصلات خارجية
- فابيانا غوميز على موقع قاعدة بيانات الكرة الطائرة الشاطئية (الإنجليزية)
- فابيانا غوميز على موقع عالم الكرة الطائرة (الإنجليزية)